# Кукова (Словакия)
Кукова (на словашки: Kuková) е село в северноизточна Словакия, в Прешовски край, в окръг Свидник. Според Статистическа служба на Словашката република към 31 декември 2020 г. селото има 716  жители.
Разположено е на 205 m надморска височина, на 34 km южно от Свидник. Площта му е 10,61 km². Кметът на селото е Анна Лукачова.